# Lost Springs (Kansas)
Lost Springs è un comune degli Stati Uniti d'America, situato nello Stato del Kansas, nella contea di Marion.